# Lubowo, Hạt Wałcz
Lubowo [luˈbɔvɔ] là một khu định cư ở khu hành chính của Gmina Tuczno, thuộc hạt Wałcz, Tây Pomeranian Voivodeship, ở phía tây bắc Ba Lan. Nó nằm khoảng 7 kilômét (4 mi) về phía đông bắc của Tuczno, 20 km (12 mi) về phía tây của Wałcz và 108 km (67 mi) về phía đông của thủ đô khu vực Szczecin.
Trước năm 1945, khu vực này là một phần của Đức. Đối với lịch sử của khu vực, xem Lịch sử của Pomerania.